# Drasteria graphica
Drasteria graphica là một loài bướm đêm thuộc họ Erebidae. Loài này có ở coastal dunes từ Maine tới Florida, phía tây đến Mississippi. It is also có ở the shores of the Great Lakes ở Michigan và Wisconsin.
Sải cánh dài 30–35 mm. Con trưởng thành bay từ tháng 5 đến tháng 8 và fly during the day.
Larvae have only been recorded on Hudsonia tomentosa.